# Petroecuador

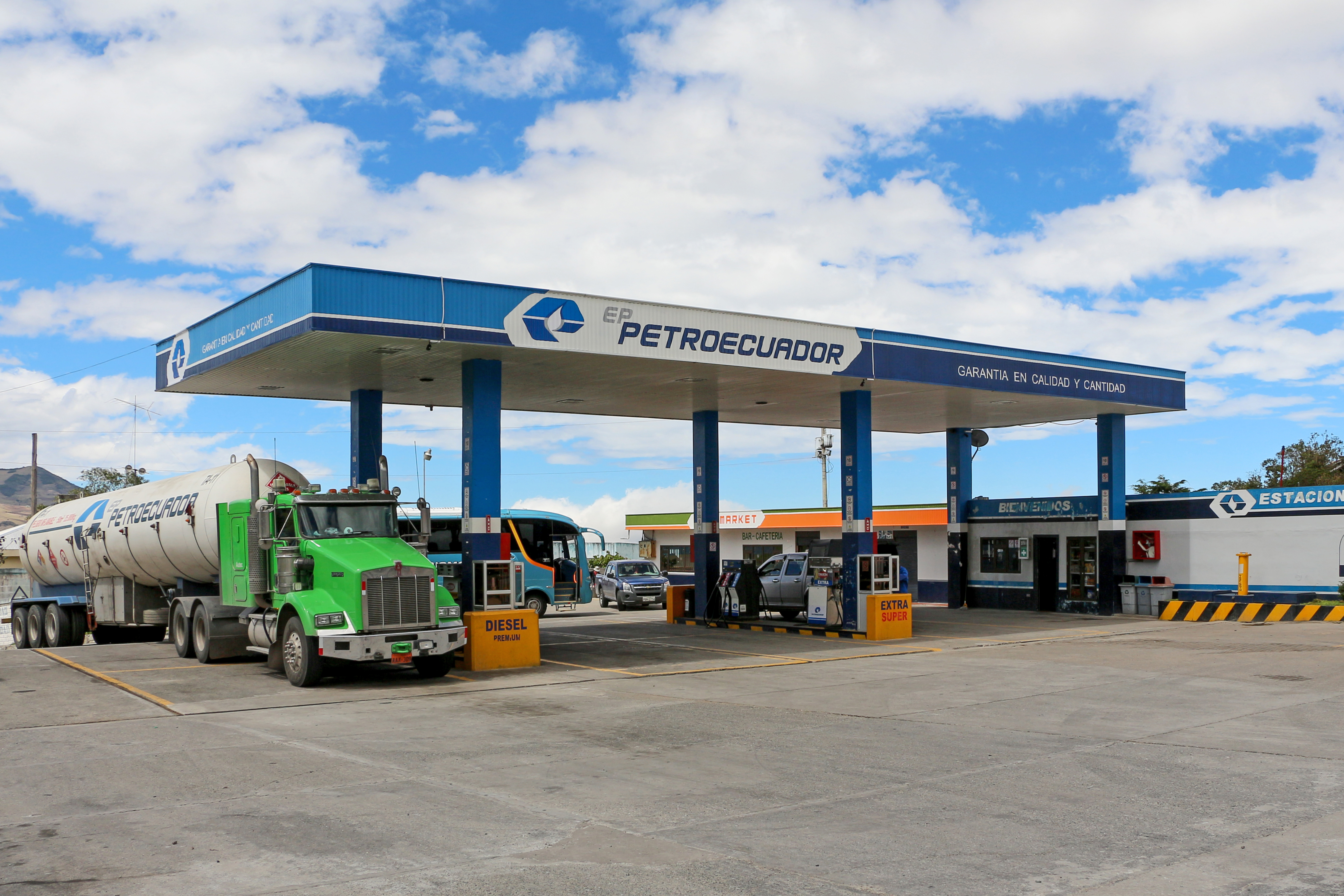
Posto de combustível da empresa.

EP Petroecuador (Empresa Estatal Petróleos del Ecuador; ou Empresa Pública Petroecuador) é uma companhia petrolífera estatal do Equador.

## História
A companhia foi estabelecida em 1989, sucessora da Corporación Estatal Petrolera Ecuatoriana (CEPE) criada em 1972.

## Subsidiárias
- Petroproduccion
- Petroindustrial
- Petrocomercial